# Robert Wagner (ciclista)
Robert Wagner (Magdeburgo, Alemanha, 17 de abril de 1983) é um ciclista alemão que foi profissional desde 2006 até 2019.
Depois da sua retirada em 2019 passou a ser um dos directores da equipa de desenvolvimento da Jumbo-Visma.

## Palmarés
2005
- 1 etapa do Tour de Thuringe

2007
- 1 etapa da International Cycling Classic

2008
- Volta a Holanda Setentrional
- 1 etapa do Delta Tour Zeeland

2009
- 1 etapa do Delta Tour Zeeland

2010
- Volta a Holanda Setentrional
- 1 etapa dos Três Dias de Flandres Ocidental
- 1 etapa da Volta à Baviera
- 1 etapa do Delta Tour Zeeland

2011
- Campeonato da Alemanha em Estrada

2013
- 1 etapa do Ster ZLM Toer[2]

## Resultados nas grandes voltas
| Carreira        | 2006 | 2007 | 2008 | 2009 | 2010 | 2011  | 2012 | 2013  | 2014  | 2015 | 2016  | 2017  | 2018 | 2019 |
| --------------- | ---- | ---- | ---- | ---- | ---- | ----- | ---- | ----- | ----- | ---- | ----- | ----- | ---- | ---- |
| Giro d'Italia   | -    | -    | -    | -    | -    | -     | -    | -     | -     | Ab.  | -     | -     | -    | -    |
| Tour de France  | -    | -    | -    | -    | -    | -     | -    | -     | -     | -    | 163.º | 164.º | -    | -    |
| Volta a Espanha | -    | -    | -    | -    | -    | 162.º | -    | 123.º | 151.º | -    | -     | -     | -    | -    |

-: não participa 

F.c.: desclassificado por "fora de controle"

Ab.: abandono

## Equipas
- Continental Team Milram (2006)
- Team Wiesenhof (2007)
- Skil-Shimano (2008-2010)
- Leopard/Radioshack (2011-2012)
  - Leopard Trek (2011)
  - Radioshack-Nissan (2012)
- Branco/Belkin/Lotto NL (2013-2018)
  - Blanco Pro Cycling Team (2013)[3]
  - Belkin Pro Cycling Team (2013-2014)
  - Team Lotto NL-Jumbo (2015-2018)
- Arkéa Samsic[4] (2019)[5]